# Maite Verde
María Teresa Verde Arribas, más conocida como Maite Verde (Garray, siglo XX), es una veterinaria e investigadora española destacada por su participación en el desarrollo del primer test rápido de anticuerpos in situ para el diagnóstico de la COVID-19 en animales de compañía. Este avance fue desarrollado en el marco de los Proyectos de Innovación Tecnológica para el año 2020 de la Universidad de Zaragoza. Es la primera mujer decana de la Facultad de Veterinaria de la Universidad de Zaragoza. 

## Trayectoria
Verde nació en Soria y, a partir de 1984, vivió en la localidad de Casetas de Zaragoza. Se licenció en medicina veterinaria en la Universidad de Zaragoza, donde también se doctoró posteriormente en la misma disciplina. De sus logros, destaca que fue la primera mujer en ocupar el puesto de decana de la Facultad de Veterinaria de Zaragoza entre 1998 y 2003. Además, fue consejera de Ciencia, Tecnología y Universidad en el Gobierno de Aragón de 2003 a 2004.
Verde ha ocupado diferentes cargos en instituciones públicas. Desde 2000 hasta el 2004, fue representante de España y Portugal del comité ejecutivo de la Asociación de Establecimientos Europeos para la Enseñanza Veterinaria (AEEVE). Posteriormente, entre el 2004 y 2011, ocupó el cargo de vicepresidenta y presidenta de la Asociación de Veterinarios Españoles Especialistas en Pequeños Animales (AVEPA).
De 2016 a 2020, fue directora del Hospital Veterinario de la Universidad de Zaragoza, en el que trabaja dentro del servicio de Medicina interna y Dermatología. Desde 2007, Verde ocupa la Cátedra en el Departamento de Patología Animal del área de Medicina y Cirugía Animal en la Facultad de Veterinaria de la Universidad de Zaragoza.

## Test de anticuerpos
Verde ha participado en el desarrollo del primer test rápido de anticuerpos in situ para el diagnóstico de la COVID-19 en animales de compañía. Esta prueba confirma la presencia de anticuerpos del SARS-CoV-2 en sueros de mascotas que previamente habían dado un resultado positivo en una prueba ELISA. La importancia de desarrollar este test reside en que las mascotas que conviven con personas positivas en COVID-19 pueden desarrollar anticuerpos frente a la enfermedad, por lo que no se puede descartar el contagio. Aunque todavía no se conoce cuáles podrían ser las consecuencias de este proceso, con este test se puede realizar una vigilancia epidemiológica para controlar la infección.

## Obra
- 2000 - Medicina y cirugía pediátrica de los animales de compañía. Editorial Acribia. ISBN 978-8420009230.[7]

- 2017 - Diagnóstico dermatológico en perros a partir de patrones clínicos. Editorial Servet. Grupo Asís Biomedia. ISBN 9788416818846.[8]
- 2019 - Leishmaniosis: aspectos clínicos, diagnósticos y terapéuticos. Fatro. ISBN 9788409086719.[9]

- 2021 - Dermatología clínica en el perro y en el gato. Multimédica Ediciones Veterinarias. ISBN 978-84-96344-98-3.[10]